# Filipijnse kikkerbek
De Filipijnse kikkerbek (Batrachostomus septimus) is een uilnachtzwaluw die alleen voorkomt op de Filipijnen.
In het Filipijns heet deze vogel Pawpaw.

## Algemeen
De Filipijnse kikkerbek is iets kleiner dan de gemiddelde kikkerbek. De geslachten lijken sterk op elkaar en de ondersoorten zijn te onderscheiden door de grootte. B. s. septimus is de grootse en B. s. microrhynchus de kleinste. De Filipijnse kikkerbek heeft verschillende kleurfases variërend van bruin tot roodbruin. Het mannetje van B. s. microrhynchus heeft in de bruine fase bruine gestippelde bovendelen en een vaalwitte kraag in de nek. De vleugels hebben een vaalwitte streep en zijn verder bruin met vaalwitte stippen. De staart is roodbruin met 9 vale bruine strepen. De onderzijde van de vogel is nog valer bruin met twee brede vaalwitte banden. Een daarvan zit aan de bovenkant van de borst en een tweede onderaan de borst.
Het vrouwtje is minder gestippeld en grijzer van kleur en meer vaalwit in de vleugels. In de roodbruine fase is het bruin meer roodbruin geworden. De snavel van de Filipijnse kikkerbek is geelachtig, de ogen vaalgeel tot geelbruin, de huid rond de ogen oranje tot vaalgeel en de poten vleeskleurig
Deze soort wordt inclusief staart 23 centimeter en heeft een vleugellengte van 14 centimeter.
De Filipijnse kikkerbek is een nachtdier.

## Ondersoorten en verspreiding
Bij de Filipijnse kikkerbek worden drie ondersoorten onderscheiden:
- B. s. menagei (Negros en Panay)
- B. s. microrhynchus (Catanduanes en Luzon)
- B. s. septimus (Basilan, Bohol, Leyte, Mindanao en Samar)

## Leefgebied
De Filipijnse kikkerbek leeft in bossen en bosranden tot een hoogte van 2500 meter boven zeeniveau.

## Voortplanting
Er zijn parende Filipijnse kikkerbekken waargenomen in de maanden april en juni. Exemplaren met vergrote gonaden zijn waargenomen in mei. De Filipijnse kikkerbek legt een enkel wit ovaalvormig ei in een komvormig nest gemaakt van mos op een horizontale tak.